# 元豫
元豫（？—？），字景豫，河南郡洛阳县（今河南省洛阳市东）人，追尊魏昭成帝拓跋什翼犍的后裔，陈留景王拓跋崇曾孙，元种之子，北魏宗室、官员。

## 生平
元豫容貌仪表美丽，有才干，永安年间担任羽林监。元颢攻入洛阳时，元豫以守卫河内郡的功劳，被魏孝庄帝元子攸赐予永安君的爵位，后来担任濮阳郡太守。彭城王元韶引荐元豫为开府咨议参军，元韶镇守定州时，启用元豫为定州司马。北齐天保十年（559年），太史上奏说：“今年应当除旧布新。”齐文宣帝高洋对元韶说：“汉光武帝刘秀什么原因可以中兴汉朝？”元韶说：“是因为诛杀刘氏宗族没有杀尽。”齐文宣帝于是诛杀元氏宗族来做厌胜之术，在五月诛杀了元世道、元景式等二十五家血缘较近的北魏宗室，其余十九家也都被囚禁限制行动。七月，大肆诛杀元氏，自追尊魏昭成帝拓跋什翼犍以下的后裔全被杀光。元景皓的堂弟元景安血缘关系较远，请求改姓高。元景皓说：“怎么可以抛弃自己的宗族，追随其他的姓。大丈夫宁为玉碎，不为瓦全。”元景安向齐文宣帝报告了这些话，还牵扯到元豫，说元豫也附和元景皓。元豫供称：“那时我用衣袖掩住元景皓的嘴巴，说：‘哥哥不要乱说话。’”再问元景皓当时的情形，与元豫所说相同，元豫因此得以幸免，当时一起听到元景皓说话的几人都被流放到远方。元豫后来在东徐州刺史任内去世。